# OQ-16靶機
Frankfort OQ-16（也稱為TD3D）是一款由法蘭克福滑翔機公司設計的一款無人靶機，供美國陸軍航空軍和美國海軍使用。
1945年初，法蘭克福與航空軍簽訂無線電控制無人靶機合約，而法蘭克福的方案就是OQ-16。美國陸軍航空軍先訂購15架飛機，隨後該合同轉移給美國海軍，編號TD3D-1。 然而在開始建造之前合同就已取消，因此OQ-16最終僅存於圖紙之上。